# スウェーデンの国旗
スウェーデンの国旗（スウェーデン語: Sveriges flagga）には、青地に金のスカンディナヴィア十字が描かれている。金十字旗とも呼ばれる。
このデザインと色使いは1442年に制定されたスウェーデンの国章に由来するものであると考えられている。この国章では、青字が金色のクロスパティーで4つに区切られており、デンマークの国旗に倣ったものであるとされる。ただし、青と黄色の色使い自体は、少なくとも1275年に制定されたスウェーデン王・マグヌス3世の王室の紋章で既に使われている。この国旗に使われた色については、青は澄んだ空、金はキリスト教・自由・独立を表すとも言われる。

?現在の国旗（縦横比2:3の別タイプ）

## 詳細

### 国旗及び市民旗
国旗及び市民旗の形状は全体が5:8又は10:16の長方形で、その中に水平方向には5:2:9、縦方向には4:2:4で、青・金・青の配色がなされている。軍旗及び軍艦旗は三ツ尾となっており、全体の縦横比は1:2。縦方向の色遣いの比率は国旗と同様である。また水平方向については、5:2:5:8で青・金・青・三ツ尾の比率となる。同デザインのやや小サイズのものが軍艦用国籍旗（艦首旗）としても用いられる。国旗で使われる色は、ナチュラル・カラー・システムに基づいて公式に定められており、金色がNCS 0580-Y10R、青色がNCS 4055-R95Bとなっている。また、この国旗を正方形にカットしたものが市民用海上旗（商船旗）として用いられることもある。スウェーデンの法律では、スウェーデンのペナントのデザインは定まっていないが、色遣いはこれらの旗に準じたものにすることを推奨している。

### 軍旗
スウェーデンの軍旗には、国旗を三ツ尾の燕尾型 (tretungad flagga)としたものが使用される。この軍旗の縦横比は、燕尾部分を含めて1:2である。この旗は、スウェーデン海軍の国籍旗（艦首旗）としても使用される。この国籍旗は、旗の大きさは軍艦旗のものよりも小さいものであるが、その他の形状やデザインは軍艦旗と同一である。この軍艦旗で使用される燕尾型の旗は元々スウェーデン王個人の象徴、もしくはスウェーデン王配下の部隊を代表する象徴であったといわれる。この旗は当初、二ツ尾のものが使用されていたが、17世紀中ごろより、現在の三ツ尾の旗が使用されるようになった。スウェーデンの省庁では、基本的に通常の長方形の国旗が掲揚されているが、スウェーデン国防省では、こちらの三ツ尾の軍旗が掲げられる。

### 王室旗
スウェーデンの王室旗 (Kungl. flaggan)は、三ツ尾燕尾型の軍旗と同一のものである。ただし、通常の場合、その中央に、白い領域が設けられ、セラフィム勲章の紋章が配置される。これは、スウェーデン王がスウェーデンの統治者であることを表している。スウェーデン王は、この王室旗の使用場所などを個人の裁量で決めることができる。

## 歴史

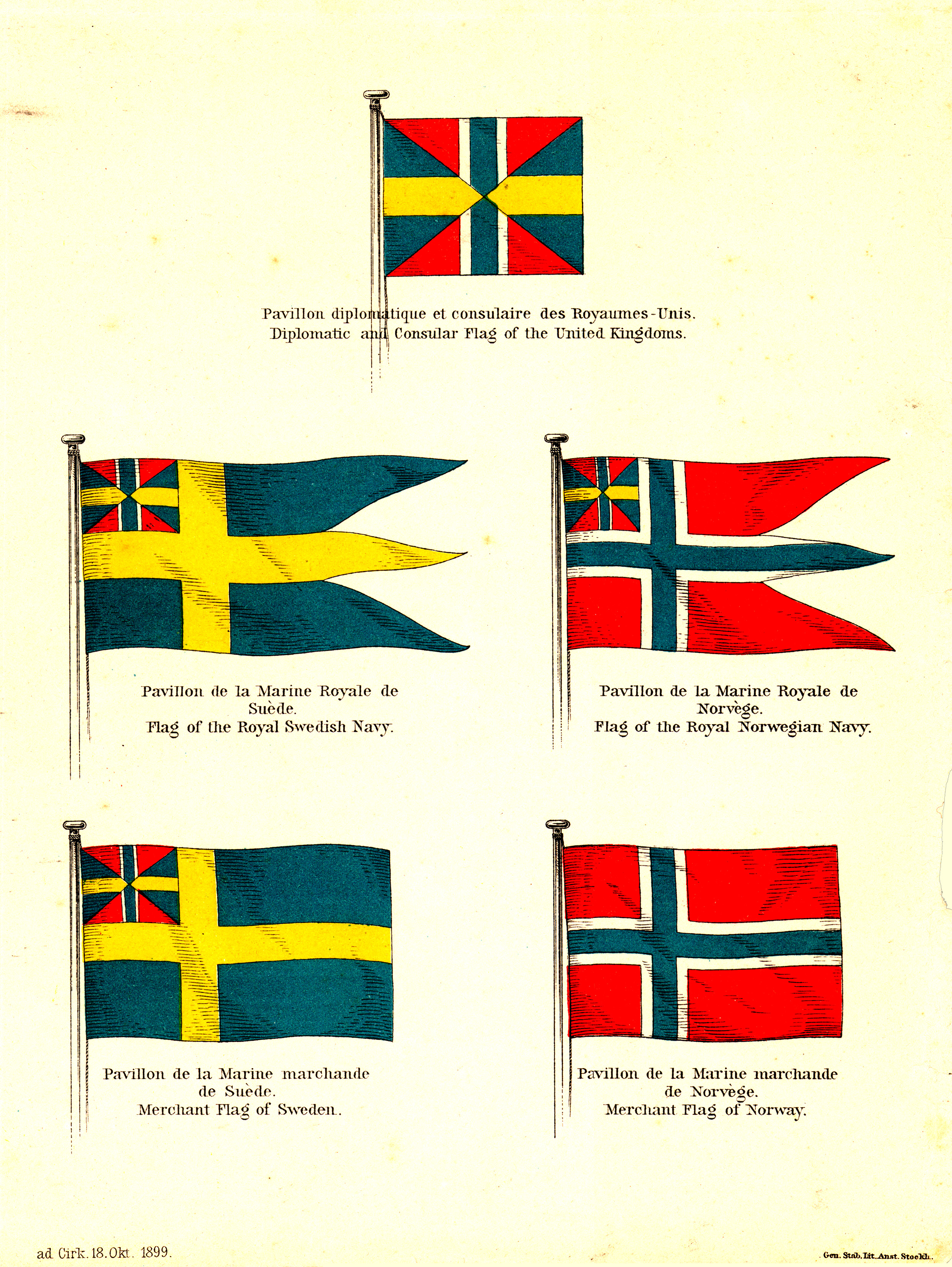
1899年におけるスウェーデン＝ノルウェーの旗。右下の商船旗においては、連合王国の記章が外されていることがわかる。その一方で、ノルウェー軍艦旗では連合王国の記章は使用継続された。これは、国外にある大使館が、商船旗の変更を告知するために作成した

### 神話の時代
神話によれば、12世紀のスウェーデン王・エリク9世が、第一次スウェーデン十字軍において、1157年に訪れたフィンランドの地で、青空に金十字を見たという故事に由来するとされる。この金十字は神からのメッセージであるとして、エリク9世は自身の旗印として、青地に金十字を施したものを使用するようになった。ただし、金十字は後年に実用性などの面から黄色の十字に変更されている。この神話に関する問題としては、この神話に関する部分について、現在まで残る十字軍の記録には記載がないこと、また16世紀中頃になるまで、このデザインの旗について書かれた絵や記録が残っていないことが挙げられる。
このスウェーデンの国旗の起源については、他にもスウェーデンの旗がおそらくは、デンマークの国旗に対抗した旗であるという説が唱えられている。この説では、スウェーデンの旗はスウェーデン王・カール8世の時代に作成されたとしている。
これらの他に、歴史家の中には、1420年以前のスウェーデンの旗は青地に白十字を用いたものであったと述べる者もいる。その説によれば、1521年にクリスチャン2世を廃し、スウェーデン王となったグスタフ1世の統治時代の初期に白十字が金十字に置き換えられたと述べられている。

### 初期の国旗

#### 二ツ尾の旗
スウェーデンの国旗がいつごろ作成されたかについては、正確な記録がなく不明である。しかし、青地に黄色い十字のデザインのスウェーデンの旗が描かれたもっとも古い絵画として、グスタフ1世の統治していた時代である16世紀初めごろに描かれたものがある。この絵画の中で描かれている旗は、二ツ尾の燕尾型の旗である。また、最初に法的に国旗のデザインについて定められたのは、1562年4月19日に出された王室布告によるものが最初である。この布告において、国旗のデザインは、「gult udi korssvijs fördeelt påå blott（青地に黄色い十字）」と定められた。さらに、1569年に王室布告において、この黄十字は常にスウェーデンの軍旗・旗印となった。これ以前において、ヨハン3世の公国の紋章において似たような旗を見ることができる。このヨハン3世の公国は、今日の南西スオミに存在していた。この紋章は、現在の南西スオミ県の県章として未だに使用されている。1620年代のグスタフ2世アドルフの時代になって初めて、青地に黄十字の二ツ尾の旗がスウェーデン船に掲げられていたことを証明するものが存在する。

#### 三ツ尾の旗
17世紀中ごろから、二ツ尾の旗に代わって三ツ尾の旗が使用されるようになる。1663年11月6日の王室布告では、三ツ尾の旗のみを、国旗および軍艦旗として使用するように定められた。これと同じ布告において、商船は各々の州の色をした正方形の旗を掲げることのみが許された。しかしながら、実際問題として、商船団は三ツ尾の国旗を正方形にカットしたものを商船旗として使用し始めた。1730年の造船に関する政府の命令において、この商船旗は国旗と同じ比で同じ色を使うこととなった。大きな違いとしては、正方形にカットされている点が挙げられる。1756年、個人船におけるペナントの使用が禁止された。これは、本来は武装した船であることを示す軍艦旗が民間の商船隊でも使用される違法状態が常態化していたことが指摘されている。

#### 青い海上旗
1761年8月18日の王室布告では、青一色で三ツ尾燕尾型の旗を、Skärgårdsflottanとして使用することが規定された。この旗は、スウェーデンの海岸線に沿って、領海内の群島の警備を行っていた水陸両用師団の小型船や小砲艦で掲げられた。奇妙なことに、Skärgårdsflottanの司令官は、"ふさわしい"とされた時には、青一色の海上旗の代わりにこれまで使われてきた通常の軍艦旗を使用することが正しいとされていた。この青一色の海上旗は1813年まで使用された。

### スウェーデン＝ノルウェー

#### ユニオンフラッグ（1815年から1818年）
1814年にスウェーデンは、ノルウェーと連合王国であるスウェーデン＝ノルウェーを成立させる。1815年6月6日、スウェーデンとノルウェー両国は、軍艦旗を導入した。この旗は、それまで使用されてきた三ツ尾燕尾型のスウェーデンの軍艦旗と類似した旗であり、それまでのスウェーデン軍艦旗のカントンに、赤地に白のサルタイアーが書かれたものが追加している。この旗は、ノルウェー首相であり連合論者でもあったペーデル・アンケールによって提案され、赤地に白のサルタイアーはノルウェーのシンボルであると考えられる。これは、ノルウェーが過去にデンマークとの同君連合・デンマーク＝ノルウェーを組んでおり、その同君連合が解消し、ノルウェーが独立した後もデンマークの国旗のカントンに国章を追加したものをノルウェーの国旗として使用していた。
ノルウェーの一般の船舶は、フィニステレ岬以北では、デンマークの商船旗と区別するために、このデンマーク国旗に国章を追加した旗を使用し続けた。しかし、地中海では、海賊から身を守るためにスウェーデンの商船旗を掲げていた。そのため、このスウェーデンとノルウェー双方の国で統一の商船旗が1818年に導入された。この商船旗は、3年前に定められた軍艦旗を長方形にしたものであった。この商船旗は、スウェーデンの船舶では使用は任意であったが、ノルウェーの船舶においては、遠方の海上でこの商船旗を掲げることが義務付けられた。1821年には、ノルウェーは新しい国旗を採択した。その国旗は、今日使用されているノルウェーの国旗と同じデザインのものである。
1821年7月17日にノルウェーの新しい国旗が採択されたことに続いて、スウェーデンとノルウェー両王国の船舶は、1818年に導入されたサルタイアーを含む長方形の商船旗を"遠方の海上"（フィニステレ岬より遠方）で使用することが定められた。この"遠方の海上"においては、各船舶はそれぞれの所属する国家の長方形の商船旗か、スウェーデン＝ノルウェーの商船旗のどちらかを使用することが正しいとされた。このシステムは1838年まで継続された。

#### ユニオンフラッグ（1844年）
1844年6月20日の王国決議により、新しい旗と紋章が導入されることが決定した。これらは、スウェーデン＝ノルウェーの両王国が同等の地位であることを示すものであった。両国家では、同じパターンで作成された商船旗・軍艦旗が採用された。これは、それぞれの王国の国旗のカントンにスウェーデン＝ノルウェーの連合王国の記章を追加したものであった。この連合王国旗自体は、スウェーデンとノルウェーのそれぞれの国旗を組み合わせたものであった。また軍艦旗は、これらの国旗を、スウェーデンの軍艦旗に由来する三ツ尾燕尾型にしたものであった。加えて、この新たに作成された連合王国の記章は、海外における外交の場面や、海軍の国籍旗としても使用された。この規定により、各国家の商船隊はそれぞれの国家の国旗に連合王国の記章を追加した長方形の商船旗を掲げることが定められた。また、両王国にそれぞれ王室旗として、各々の国の連合王国の記章の入った軍艦旗の十字の交点に、連合王国の国章を加えた旗が導入された。
この新しい旗は、ノルウェー人たちの間では好意的に受け入れられた。彼らは、スウェーデンとノルウェーの連合王国が成立したときから、彼ら自身の軍艦旗を導入することを求めていた。その一方で、スウェーデンにおいては、実際のところこの新しい連合王国の記章が一般に浸透ることはなかった。そして、ニシンの酢漬けにレッドビートとリンゴを放射状に添えたカラフルな料理にちなんで、軽蔑的に「Sillsallaten」（スウェーデン語）、もしくは「Sildesalaten」（ノルウェー語）というニックネームがつけられた。このニックネームは、ストックホルムのスウェーデンの貴族館において、Brakel卿によるスピーチで最初に使われたと考えられている。
19世紀の間、スウェーデンの国旗の使用に関していくつもの決まりが定められた。軍艦旗は、税関や水先人、郵便省のような政府機関の船舶や建物でも使用された。この使用のため、軍艦旗は金色のマーカーに白い領域が設けられた。水先人のために星の刻まれたアンカー（1825年の提案を基にして、1881年より使用）、税関のためにはアルファベットの"T"が王冠の上につけられた紋章（1844年より）。また、郵便省では王冠と郵便ラッパが追加された（1844年より）。
1897年5月7日には、別の国旗が導入された。これは、二ツ尾の旗で、三ツ尾の軍艦旗を掲げない政府所有の船舶や建物で使用された。
19世紀終わりごろになると、ノルウェーの連合王国に対する不満が高まり、同時に国旗を1821年に制定された元々の国旗に戻ることを求める機運が高まった。連合王国に反対する人々は、この1821年に制定された元々の国旗を公式にわかっているだけでもこの数年前から使用し始めていた。1890年代になると、2期連続でノルウェー議会は連合王国の記章の廃止、つまり1821年に制定された国旗に戻す法案を決議している。しかし、その決定は連合王国の拒否権によって却下された。しかし1898年、その国旗を元に戻す法案が3回目の通過を果たすと、スウェーデン＝ノルウェー連合王国国王であるオスカル2世はその法案を認めざるを得なかった。1899年10月11日、連合王国の記章はノルウェーの商船旗から削除された。しかしながら、軍艦旗については、1814年の連合王国成立に従って制定された軍艦旗のように、連合王国の記章が残され、スウェーデンとの連合王国が解消されるまで使用された。"純粋な"軍艦旗は、1905年6月9日から、要塞や軍艦で使用されるようになる。
しかしながら、この連合王国の記章は、スウェーデンの国旗には、連合王国が解消される1905年まで残された。国旗に関する法律は1905年10月28日に通され、同年11月1日より連合王国の記章は正式にスウェーデン国旗から削除された。

### 1906年の旗
1905年11月1日、三ツ尾燕尾型の旗がスウェーデン軍艦の国籍旗になった。さらに1906年6月22日に制定された国旗に関する法律によって、国旗のデザインや使用についての規定が定められた。このとき制定された国旗は、以前の旗よりも明るい青色が採用された。このスウェーデンの国旗は、長方形の商船旗ともなった。さらに、三ツ尾燕尾型の旗を個人的に使用することは、併せて禁止された。

#### 現在の推奨
通常の旗竿に国旗を掲揚する際は、国旗の幅は、竿の高さの4分の1のものを使用することが推奨されている。また、何らかの建物に設置されている旗竿の高さ（長さ）の3分の1の幅の国旗を使用することが推奨されている。また、国旗を掲揚するのは日中のみとすることが強く推奨されており、遅くとも午後9時までとされる。ただし、もし国が戦争状態にある場合は、夜においても国旗を掲げることが推奨されている。

#### 王室旗
スウェーデン国王と女王は、大きなスウェーデンの国章が配置された国王旗を使用する。また、国王と女王以外のスウェーデン王室の人間は、それよりも小さい国章の略章が配置された王室旗を使用する。また、国王が乗艦している艦船においては、大きなスウェーデンの国章と二つに分かれたペナントの旗が掲揚される。同様に、王位継承者が乗艦している艦船においては、小さい国章の略章と二つに分かれたペナントの旗が掲揚される。
スウェーデンの王国元帥 (スウェーデン語: Riksmarskalken)は、スウェーデンの王室旗に関する一連の決定を発表している。1987年4月6日の決定では、ストックホルムの王宮においてどのように王室旗を掲揚するかに関するルールであった。
- 大きな国章を配した王室旗は、国王が王国内にいる際に掲揚する。また、国家元首としての彼の義務を支持している。
- 小さな国章の略章を配した王室旗は、病気や外遊、その他の原因によって、国王がやむを得ず彼の義務を果たすことができなくなった場合に掲揚される。つまり、王位継承順の下で、王室の人達が国王の義務を臨時摂政として引き受ける。
- "通常の"三ツ尾燕尾型の旗（国章無し）は、任命権を持っている王位継承権を持つ王室の人間がいない際に、政府の命令によって臨時摂政としてスウェーデン議会が国に奉仕する人を任命した際に掲揚される。また、三ツ尾燕尾型の軍旗は、任命権を持っている王位継承権を持つ王室の人間がいない際に、議長や、議長がやむを得ない不在の際には副議長が臨時摂政として任命された際に王宮に掲げられる[18]。

現国王のカール16世グスタフは1973年から国王となっているが、通常の三ツ尾燕尾型の旗が王宮で掲げられたことが現在までに一度だけあった。これは、1988年7月2日から7月3日にかけてであり、国王はドイツのヴッパータールを私用で訪れていた。このとき、国王の叔父で王位継承権を持ち、公務を代行することができるただ一人の人物ハッランド公ベルティルは、フランスのサント＝マキシムを訪れていた。このため、政府は議会の議長・インゲムンド・ベントソンに2日間、臨時摂政を務めるように命令した。

スウェーデンの国王旗
スウェーデンの王室旗

#### 三ツ尾燕尾型国旗の個人的な使用
かつて、三ツ尾燕尾型の軍艦旗の使用禁止に関して、いくつかの有名な例外があった。これらすべては、1906年6月22日の新国旗の規定の制定の際に、すべて廃止された。
- 1786年10月31日の王室布告によると、スウェーデン東インド会社は、スウェーデン海軍における保護下にない場合、"インド海域"において、三ツ尾燕尾型の軍艦旗を掲揚することとなった。民間の商船隊においては、船が武装していることを示すために、違法な使用ではありながら軍艦旗を掲げることが一般的な慣例としてなされていた[19]。
- 1838年に、郵便省と契約していた民間船においては、二ツ尾燕尾型の旗が掲げられることが決まった。
- 1832年2月27日、スウェーデン王室ヨットクラブは、三ツ尾燕尾型の軍艦旗を掲げることとなった。この旗には、白いバックに、金字のアルファベット"O"が頭についた王冠が描かれた紋章が中心に配されていた。
- 1893年6月7日、イェーテボリ王室ヨットクラブは、三ツ尾燕尾型の軍艦旗を掲げることとなった。この旗には、白いバックに、金字のアルファベット"G K S S"とその上に星が描かれた紋章が中心に配されていた。

## スウェーデン国外での使用

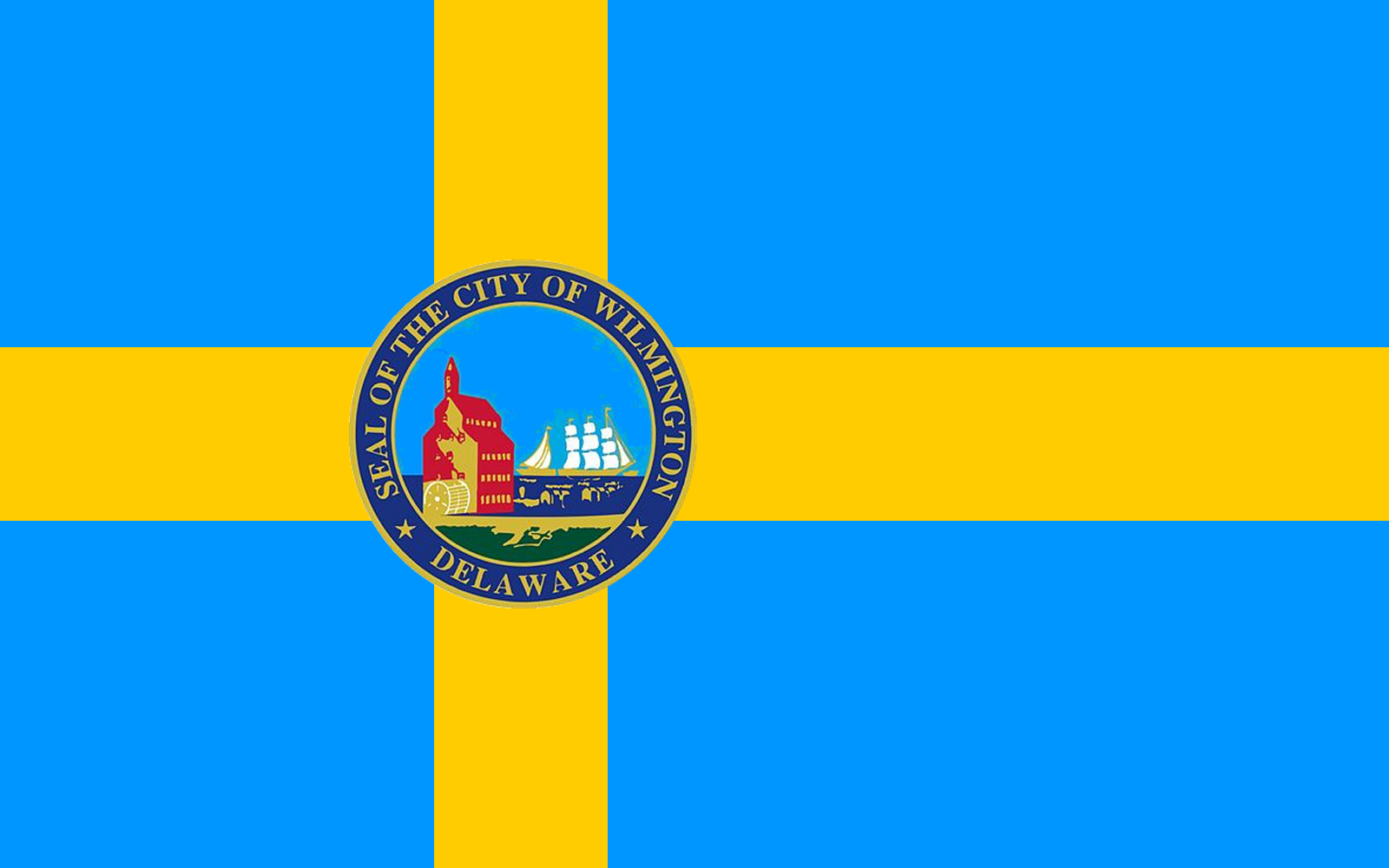
デラウェア州ウィルミントンの旗
ペンシルベニア州フィラデルフィアの旗

アメリカ合衆国のデラウェア州ウィルミントンの旗と、ペンシルベニア州フィラデルフィアの旗は、スウェーデンの旗をモデルにしているといわれる。これは、過去に存在したニュースウェーデンと呼ばれるスウェーデンの小さな植民地を記念しているといわれる。ウィルミントンの旗は、十字の中心に町のマークが張り付けられている。またアルゼンチンのサッカークラブ・ボカ・ジュニアーズの旗と色合いは、スウェーデンの旗にインスパイアされたという話もある。

## 歴史的な旗

?1600年代中ごろまで使用された初期の軍艦旗
?カルマル同盟の旗
?1761年までの軍艦旗
?1761年から1813年まで使用された青一色の海上旗
?スウェーデン＝ノルウェーの商船旗（1818年-1844年）、カントンの部分にノルウェーを象徴する赤地にサルタイアーが配置されている
?1815年から1844年までのスウェーデンの旗
?スウェーデン＝ノルウェーの軍艦旗（1815年-1844年）、カントンの部分にノルウェーを象徴する赤地にサルタイアーが配置されている
?1844年から1905年までのスウェーデン＝ノルウェーの連合王国の記章、縦横比5:4、連合王国の海軍の国籍旗や外交上の旗としても使用
?スウェーデンの軍艦旗（1844年-1905年）
?スウェーデンの市民用旗（1844年-1905年）
?スウェーデン商船旗（1844年-1905年）